# Aquiles Talón contra el doctor Chacal y el señor Bide
Aquiles Talón contra el doctor Chacal y el señor Bide (en francés, Achille Talon contre docteur Chacal et mister Bide!) es una historieta de la serie Aquiles Talón, que da título al álbum número 38, editado por primera vez en 1989. Esta aventura (como se desprende del título) está inspirada en la novela corta de Robert Louis Stevenson, El extraño caso del doctor Jekyll y el señor Hyde.

## Argumento
La aventura comienza cuando Hilarión Lefuneste recibe una carta de un banco comunicándole que la financiación de su nueva invención ha sido rechazada. Algo desconcertado por esta noticia (puesto que no había inventado absolutamente nada), decide deshacerse de la carta lanzándola a la casa de su vecino Aquiles Talón (lo que va a suponer al pobre Lefuneste un "pequeño escarmiento"). Seguirá a continuación una aventura tan divertida como desconcertante que culminará con el duelo entre Papá Talón y el doctor Chacal.